# Liste der Baudenkmäler in Oberhausen (bei Peißenberg)

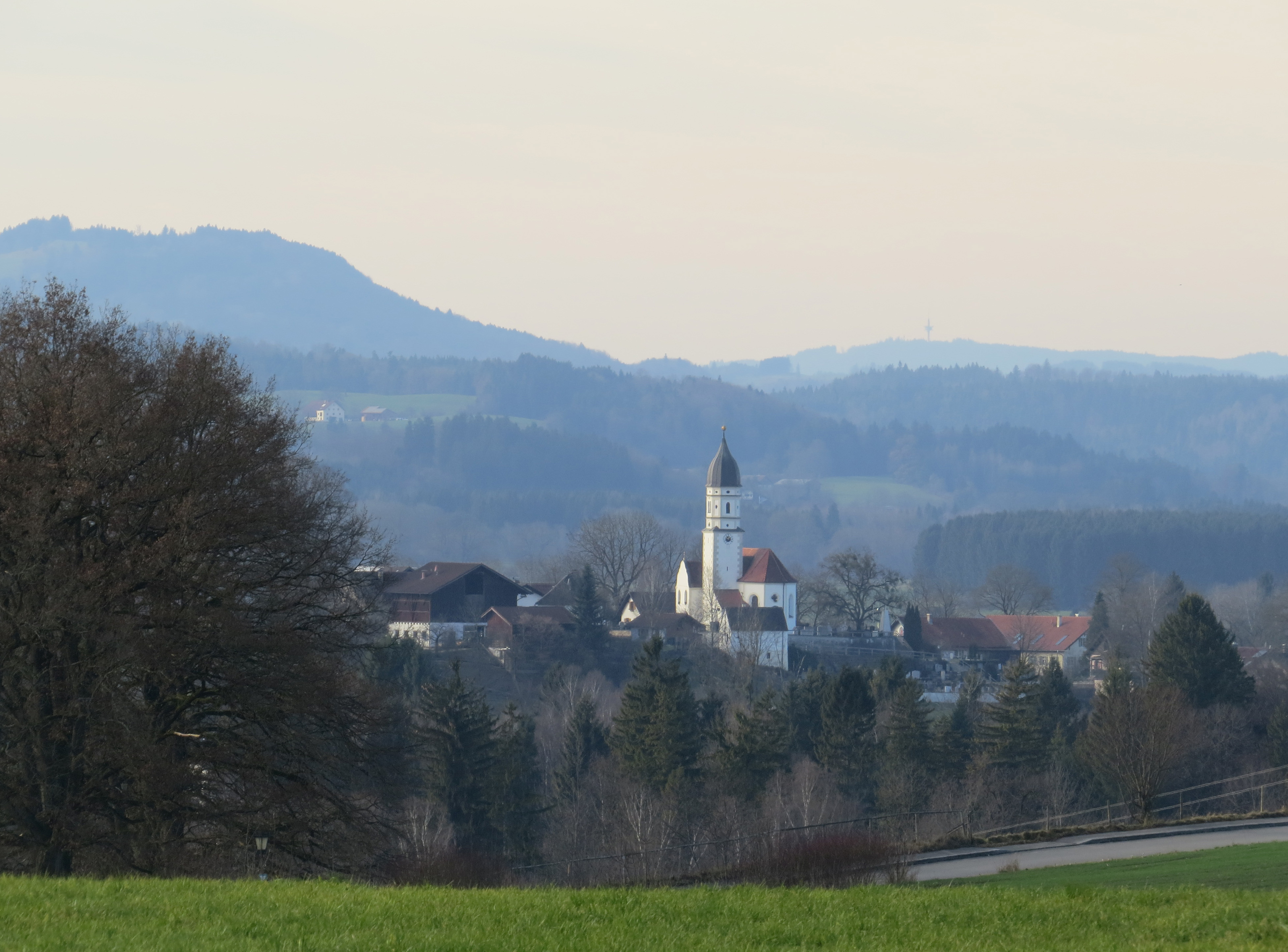
Blick auf Oberhausen

Auf dieser Seite sind die Baudenkmäler in der oberbayerischen Gemeinde Oberhausen zusammengestellt. Diese Tabelle ist eine Teilliste der Liste der Baudenkmäler in Bayern. Grundlage ist die Bayerische Denkmalliste, die auf Basis des Bayerischen Denkmalschutzgesetzes vom 1. Oktober 1973 erstmals erstellt wurde und seither durch das Bayerische Landesamt für Denkmalpflege geführt wird. Die folgenden Angaben ersetzen nicht die rechtsverbindliche Auskunft der Denkmalschutzbehörde.

## Baudenkmäler
| Lage                                                 | Objekt                                | Beschreibung | Akten-Nr.     | Bild           |
| ---------------------------------------------------- | ------------------------------------- | --- | ------------- | -------------- |
| Berg östlich des Orts am Löschwasserteich (Standort) | Bildstock                             | Tuffstein, 17./18. Jahrhundert;. | D-1-90-135-10 | Bildstock      |
| Berg (Standort)                                      | Kirche St. Michael                    | Katholische Filialkirche, angefügter Sakristei und nördlichem Flankenturm aus Tuffquadern, im Kern spätgotischer Saalbau mit eingezogenem Polygonalchor, Turmaufbau und barocke Umgestaltung durch Benedikt Perghofer 1710/12; mit Ausstattung; Friedhofsmauer aus Bruchstein mit Tuffdeckplatten, 18. Jahrhundert.                                  | D-1-90-135-2  | weitere Bilder |
| Eyach Eyach 4 (Standort)                             | Tonibauer                             | Zugehöriger zweigeschossiger Getreidekasten, 17./18. Jahrhundert. | D-1-90-135-5  | BW             |
| Oberhausen Kirchplatz 1 (Standort)                   | Katholische Pfarrkirche St. Mauritius | Katholische Pfarrkirche, barocker Saalbau mit eingezogenem Polygonalchor, südlichem Flankenturm und Vorzeichen, Neubau von Michael Mägele 1684/86 unter Verwendung des Turmunterbaus von 1420, Turmerhöhung mit Welscher Haube 1712, Erweiterung nach Westen 1902; mit Ausstattung; Kriegerdenkmal 1870/71, Obelisk auf Tuffsteinpostament, um 1904. | D-1-90-135-1  | weitere Bilder |
| Sankt Nikolaus Sankt Nikolaus 3 (Standort)           | Schneebauer                           | Zugehöriger zweigeschossiger Getreidekasten, zweite Hälfte 16. Jahrhundert. | D-1-90-135-8  | Schneebauer    |
| Sankt Nikolaus Sankt Nikolaus 2 (Standort)           | Kirche St. Nikolaus                   | Katholische Filialkirche, Saalbau mit eingezogenem Polygonalchor, angefügter Sakristei und nördlichem Flankenturm, im Kern spätgotisch, oktogonaler Turmaufbau mit Zwiebelhaube von Michael Mägele 1698, von Benedikt Perghofer barockisiert 1721/23; mit Ausstattung; Friedhofsmauer aus Tuffquadern mit Deckplatten, 18. Jahrhundert.              | D-1-90-135-7  | weitere Bilder |
| Thalhausen Thalhausen 3 (Standort)                   | Getreidekasten                        | Erdgeschossiger Getreidekasten von 1615; im Jahr 2000 aus Huglfing transferiert. | D-1-90-135-11 | BW             |